# Hörsel (rivière)
L'Hörsel ou Petite Leina (jusqu'à Teutleben) est une rivière allemande de Thuringe, affluent de la Werra, appartenant au bassin de la Weser et qui s'écoule dans l'arrondissement de Gotha et l'arrondissement de Wartburg en traversant la ville d 'Eisenach.

## Géographie

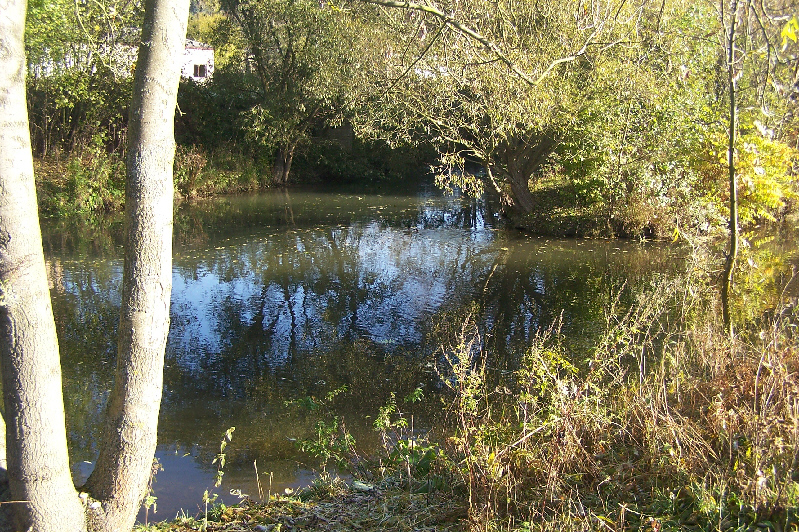
Confluent de l'Hörsel (à droite) et de la Nesse (à gauche)

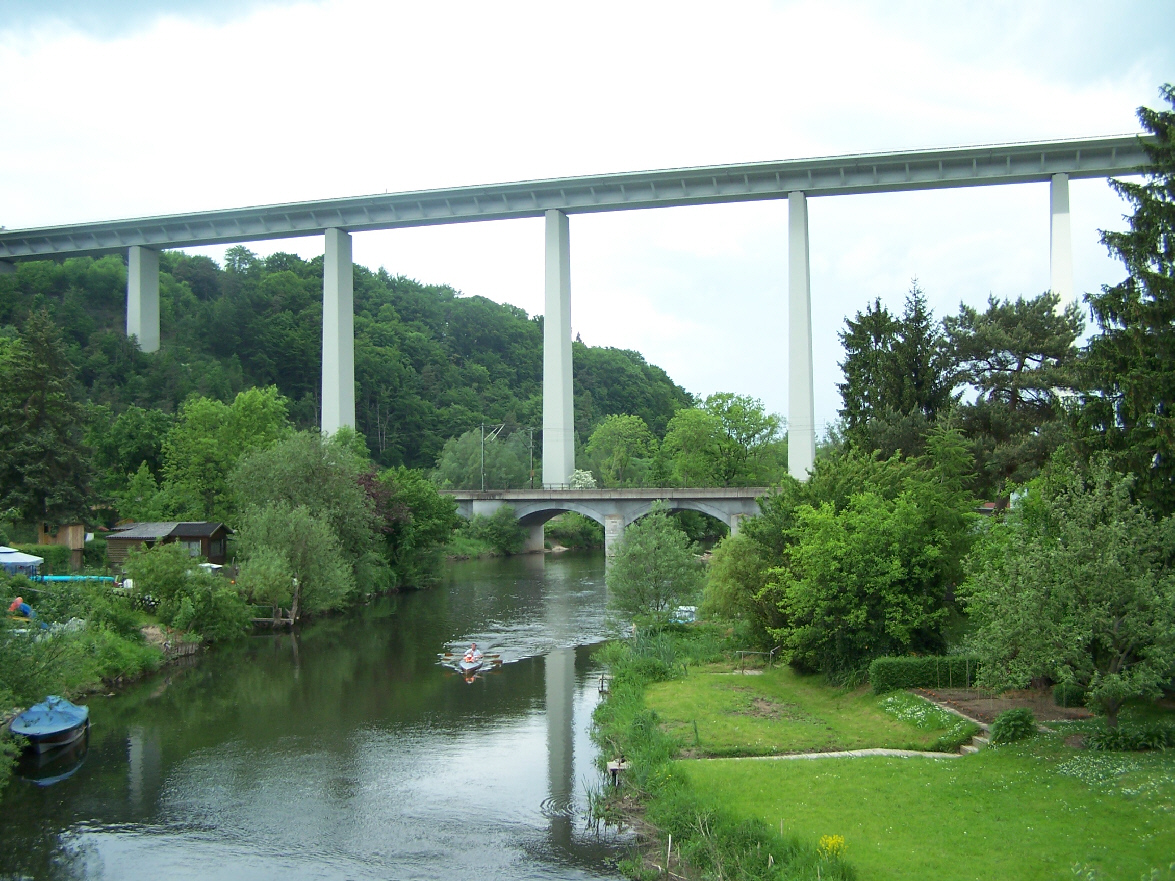
L'Hörsel à son embouchure dans la Werra

La Petite Leina naît au sud du Spießberg, montagne de la forêt de Thuringe. Elle s'écoule vers le nord et traverse le village de Finsterbergen. À Schönau vor dem Walde commence la dérivation du Leinakanal, construit au Moyen Âge pour permettre l'approvisionnement en eau potable de Gotha qui se jette ensuite dans la Nesse. Son cours s'oriente ensuite vers le nord-ouest jusqu'au village de Teutleben où elle s'oriente plein ouest en changeant de nom pour celui de Hörsel.
Après Mechterstädt où elle reçoit la Laucha, venant elle aussi de la forêt de Thuringe sur sa rive gauche, elle pénètre dans l'arrondissement de Wartburg. Elle reçoit la Nesse, son principal affluent (plus longue qu'elle et au débit plus important), dans le centre d'Eisenach pour rejoindre la Werra à une dizaine de kilomètres en aval dans le village d'Hörschel, à la limite avec le land de Hesse, ancienne frontière de la République démocratique allemande et Rideau de fer.
L'Hôrsel présente la particularité suivante : sa longueur peut être différente et atteindre 73,3 km si on prend en compte le cours supérieur de la Leina, le Leinakanal, le cours inférieur de la Nesse et le cours inférieur de l'Hörsel.

## Débit
Le débit moyen mesuré dans la station d'Eisenach-Petersberg est de 3,11 m3/s. Son débit le plus faible enregistré est de 0,56 m3/s, le plus important date de 1981 avec 125 m3/s.

## Communes traversées
Ville de Friedrichroda (village de Finsterbergen), Leinatal (villages de Engelsbach, Schönau, Wipperoda, Gospiteroda et Leina), Hörsel (villages de Hörselgau, Fröttstädt, Teutleben, Mechterstädt), Hörselberg-Hainich (villages de Sättelstädt et Kälberfeld), Wutha-Farnroda, ville d'Eisenach (villages de Stedtfeld et Hörschel).